# Burg Burgstall (Südtirol)
Die Burg Burgstall ist die Ruine einer Spornburg in der Gemeinde Burgstall im Burggrafenamt im heutigen Südtirol südlich von Meran in Italien. Das gleichnamige Dorf entstand um die Burg herum.

## Lage
Die Spornburg über einem kleinen Felsabbruch liegt östlich der Etsch an den Ausläufern des Tschögglbergs mit Blick ins Tal und aufs gegenüberliegende Lana. Auf dem hinter der Burg ansteigenden Bergrücken liegt der Ort Vöran.

## Geschichte
Erste Befestigungsspuren und Funde deuten darauf hin, dass es sich ursprünglich um eine prähistorische Wallburg gehandelt haben könnte.
1289 oder 1298 wird erstmals ein Turm, wohl anstelle der späteren Burg, erwähnt. Bis 1330 muss der Turm als kleine Burg erweitert worden sein, denn in diesem Jahr wird Volkmar von Tirol (1280–1347(1342)), zu jener Zeit Kastellan auf Schloss Tirol, mit Ort und Burg belehnt. Volkmar ließ im selben Jahr eine Kapelle errichten – Grundlage der heutigen Kirche von Burgstall, und 1331 eine Kaplanei stiften. Vermutlich um diese Zeit wurde unter ihm das Gericht Burgstall eingerichtet, welches bis 1810 bestand.

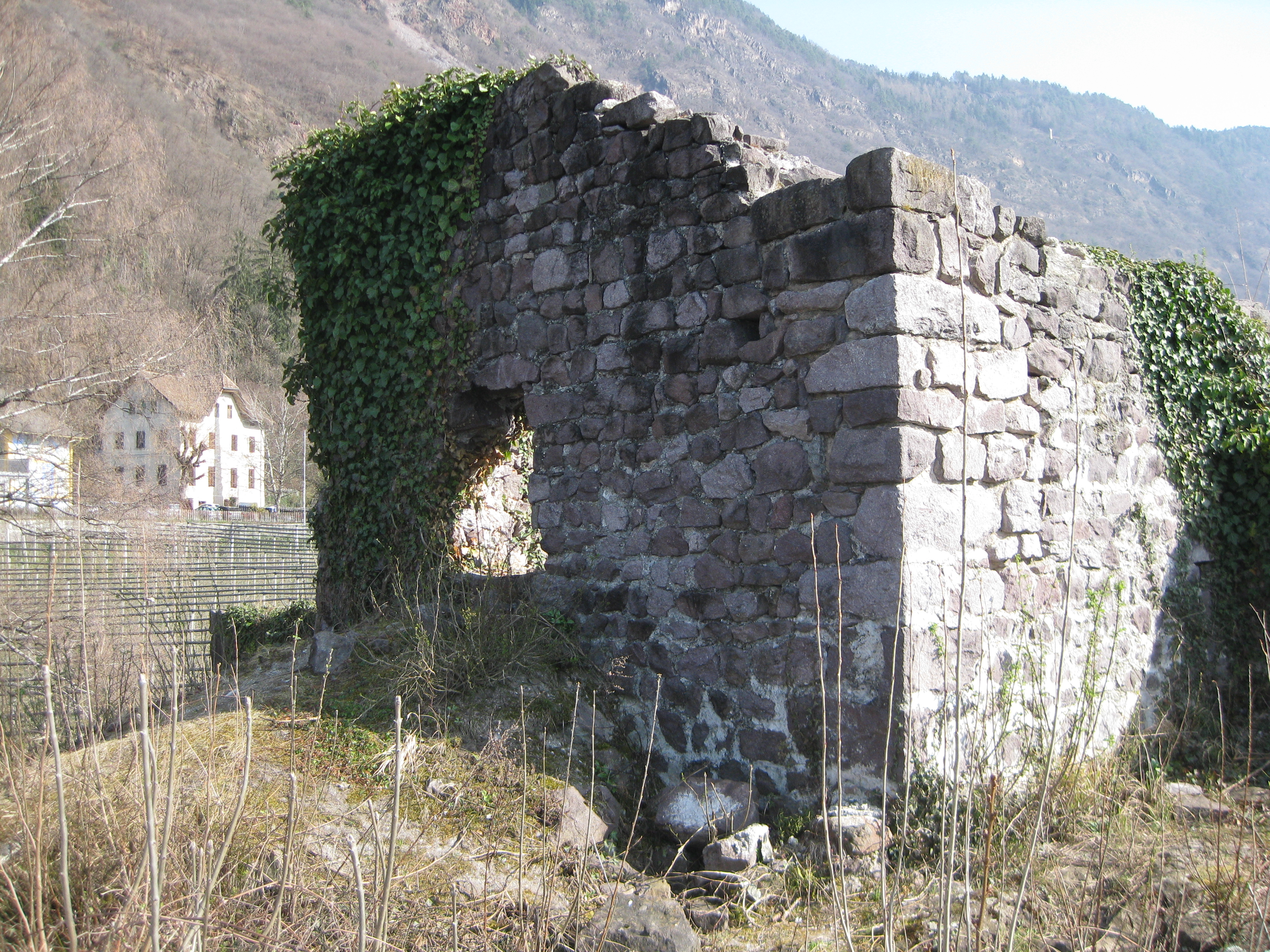
Der ruinöse Bergfried

Der Ort entstand später im Schutz der Burg. Volkmar benannte sich nun nach Burg und Ort als Volkmar von Burgstall, 1326 beispielsweise tritt er urkundlich als „dominus Volckmarus miles de Purckstal“ in Erscheinung. 1342 (teilweise als Todesjahr gedeutet) fiel Volkmar beim neuen Landesherrn Ludwig der Brandenburger in Ungnade. Seine Besitzungen in Burgstall kamen an den Tiroler Adligen Heinrich von Annenberg.
Die Tafel an der Burgruine erläutert demgegenüber, dass die Burg von 1280 bis 1343 im Besitz des Ritters war, dieser sich nach dem Besitz benannte und gleichzeitig der Begründer der jüngeren Linie der Grafen von Spaur sei. Diese Tiroler Linie hat in mehrfachen Verzweigungen im ausgehenden Mittelalter mehrere berühmte Bischöfe hervorgebracht.
1344 wurde Friedrich von Weißenstein mit dem Gericht belehnt. 1348 wurde die Anlage vom Herzog von Teck während eines Krieges des Ehemannes von Margarete von Tirol, Ludwig dem Brandenburger, geschleift. 1363 wurde Friedrich von Greifenstein der Neubau der Anlage gestattet. Seit 1600 gilt die Anlage als Ruine.
Von 1651 bis 1704 hatten die Herren von Hohenhauser das Lehen über das Gebiet, welche es wieder an die Herrn von Spaur zurück verkauften. 1810 unter bayrischer Besatzung wurde das Gericht aufgelöst und dem Landgericht Meran unterstellt.

## Beschreibung der Anlage
Die Burg bestand aus einem viereckigen Bergfried und einem Wohnbau, die eine komplette Ringmauer umgab.
Heute sind noch Mauerreste des Turmunterbaus, des Palas und von der Hälfte der Burgmauer bis in maximal drei Meter Höhe (Talseite) in regelmäßigen Steinlagen mit Mörtelverbindung erhalten. Starke Seitenmauern bis zum Abbruch ins Etschtal sind ebenfalls noch sichtbar. Zum 23. Juli 1979 wurde die Burgruine als Baudenkmal unter Denkmalschutz gestellt.